# Daniel Petrov (bokser)
Daniel Bozjilov Petrov (Varna, 8 september 1971) is een bokser uit Bulgarije. Hij werd olympisch kampioen in de lichtvlieggewichtklasse op de Olympische Spelen van 1996. Ook won hij zilver tijdens de Olympische Spelen in 1992.

## Erelijst

### Olympische Spelen
- 1996 in Atlanta, Verenigde Staten (–48 kg)
- 1992 in Barcelona, Spanje (–48 kg)

### Wereldkampioenschappen
- 1995 in Berlijn, Duitsland (–48 kg)
- 1993 in Tampere, Finland (–48 kg)
- 1997 in Boedapest, Hongarije (–48 kg)
- 1991 in Sydney, Australië (–48 kg)

### Europese kampioenschappen
- 1996 in Vejle, Denemarken (–48 kg)
- 1993 in Bursa, Turkije (–48 kg)
- 1991 in Göteborg, Zweden (–50 kg)

1968: Francisco Rodríguez ·
1972: György Gedó ·
1976: Jorge Hernández ·
1980: Sjamil Sabirov ·
1984: Paul Gonzales ·
1988: Ivailo Christov ·
1992: Rogelio Marcelo ·
1996: Daniel Petrov ·
2000: Brahim Asloum ·
2004: Yan Bartelemí ·
2008: Zou Shiming ·
2012: Zou Shiming ·
2016: Hasanboy Doesmatov